# Yohimbin

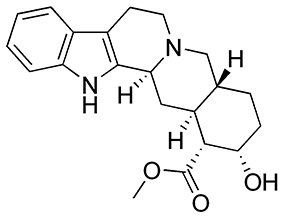
Vzorec yohimbinu

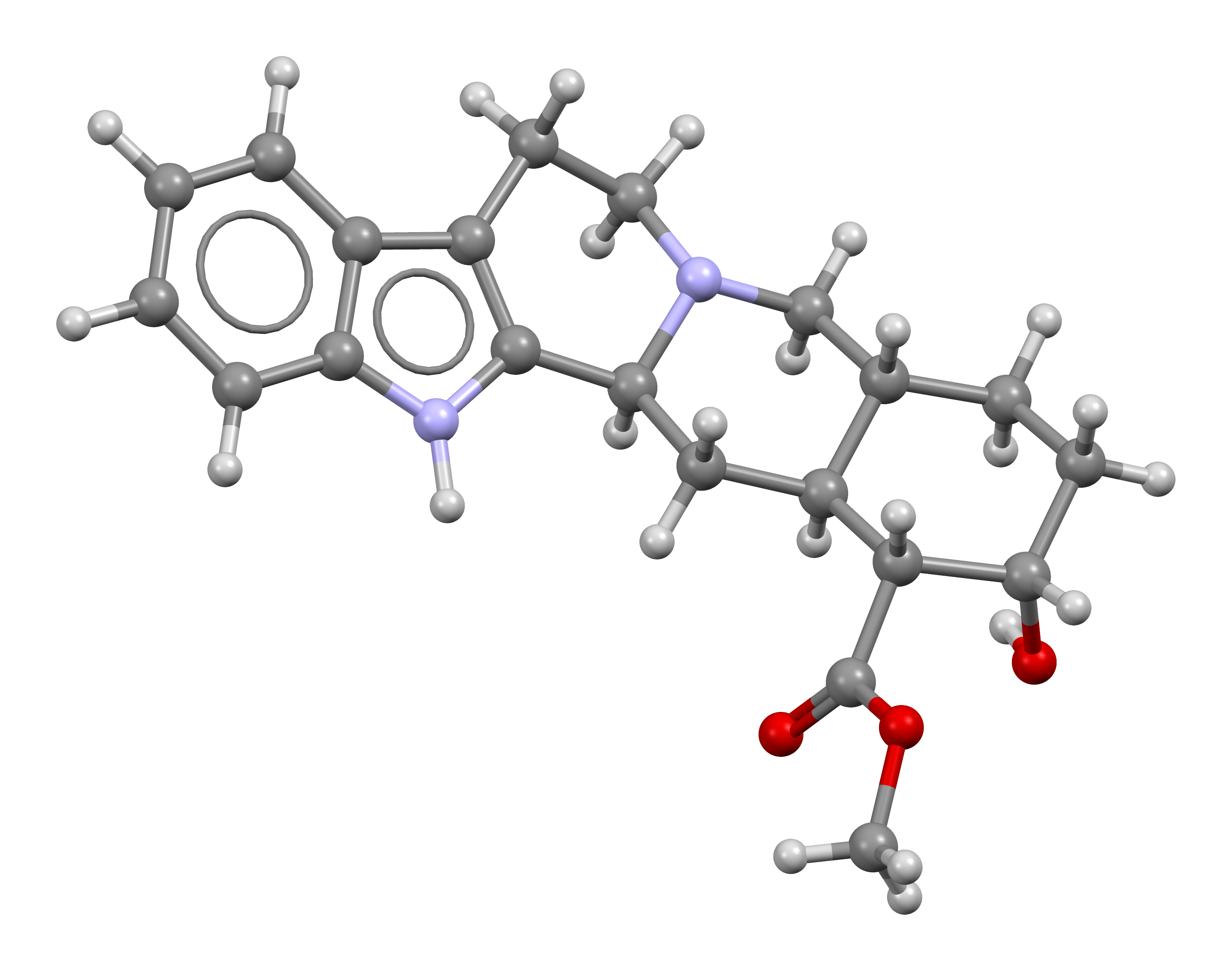
3D model yohimbinu

Yohimbin (též quebrachine) je alkaloid z kůry západoafrického stromu bujarník (Pausinystalia yohimbe nebo zastarale Corynanthe yohimbe).

## Použití
Yohimbin se používá na:
- snížení krevního tlaku (roztahuje cévy),
- léčbu erektilní dysfunkce a jako afrodiziakum

## Nežádoucí účinky
Yohimbín stimuluje CNS a může vyvolávat stavy úzkosti. Není vhodný pro osoby s nízkým krevním tlakem. Ve vysokých dávkách působí yohimbin jako inhibitor monoaminoxidázy (MAO).